# Elmisaurus
Elmisaurus war ein theropoder Dinosaurier aus der Gruppe der Oviraptorosauria, der in der Oberkreide von Asien und evtl. Nordamerika lebte.
Die Einordnung dieser wenig bekannten Gattung innerhalb der Oviraptorosauria ist umstritten. Während einige Forscher Elmisaurus zu den Caenagnathiden rechnen, ordnen ihn andere einer eigenen Familie, den Elmisauridae, zu.
Von Elmisaurus sind zwei Arten beschrieben worden: Elmisaurus rarus aus der Mongolei und Elmisaurus elegans aus Alberta und Montana, wobei Elmisaurus elegans häufig als Synonym mit Chirostenotes betrachtet wird.

## Forschungsgeschichte
Die Typusart Elmisaurus rarus wurde 1970 entdeckt und 1981 von Halszka Osmólska erstbeschrieben. Die Art basiert auf Hand- und Fußknochen, die in Ömnö-Gobi-Aimag gefunden wurden, einem Aimag der Mongolei. Stratigraphisch stammen die Fossilien aus ca. 70 Millionen Jahre alten Sedimenten (frühes Maastrichtium) der Nemegt-Formation. Der Name Elmisaurus leitet sich aus dem Mongolischen ölmyi („Fuß“) und dem altgriechischen sauros („Echse“) ab, was auf die Verknöcherung der Mittelfußknochen hindeuten soll, eine Autapomorphie (Unterscheidungsmerkmal) von Elmisaurus.
1989 beschrieb Currie Fossilien aus der Dinosaurier-Park-Formation aus Alberta (Kanada) als weitere Art, Elmisaurus elegans. Das Typmaterial dieser Spezies wurde ursprünglich von Parks (1933) als eine neue Art von Ornithomimus beschrieben – Ornithomimus elegans – obwohl Sternberg ein Jahr später feststellte, dass es kein Ornithomimide war. Später halten Currie und Russel (1988) die elegans-Art für identisch mit Chirostenotes pergracilis, obwohl diese Forscher anmerken, dass sie graziler war und vielleicht als eigene Chirostenotes-Art geführt werden könnte – als Chirostenotes elegans. 1989 beschrieb Currie zwei neue Funde, wobei er die elegans-Art der Gattung Elmisaurus zuschrieb. Einige spätere Studien, unter anderem Osmólska et al. (2004), verwerfen jedoch diese Zuordnung und halten die elegans-Art weiterhin für eine Art von Chirostenotes.
Currie und Russell (1988) vermuten, dass Caenagnathus sternbergi mit Elmisaurus (bzw. Chirostenotes) elegans identisch ist. Die Typusart von Caenagnathus, Caenagnathus collinsi, halten diese Forscher für identisch mit Chirostenotes pergracilis. Diese Zuordnung wird von vielen späteren Autoren geteilt, beispielsweise Osmólska et al. (2004), wobei Caenagnathus meist als ungültig betrachtet wird.
In jüngerer Vergangenheit wurden einige Fußknochenfunde aus der Hell-Creek-Formation von Montana Elmisaurus elegans zugeschrieben (Varricchio, 2001; Buckley, 2002). Die von Buckley beschriebenen Mittelfußknochen sind ungewöhnlich groß – drei Mal so groß wie die von Varricchio beschriebenen Funde.